# 2006 en Chine
2004 en Chine - 2005 en Chine - 2006 en Chine - 2007 en Chine - 2008 en Chine - 2009 en Chine

Cet article présente les faits marquants de l'année 2006 en Chine.

## Évènements

### Avril
- 27 avril : début d'un phénomène médiatique à Hong Kong avec la vidéo de l'Oncle du bus.

### Mai
- 18 mai : le barrage des Trois-Gorges est officiellement terminé.
- 18 mai : un million de personnes ont été évacuées devant l'arrivée du typhon Chanchu qui a déjà fait 50 morts en Asie.
- 21 mai : d'après le ministère chinois de l'industrie, la Chine compte en avril 2006 plus de 416 millions d'usagers de la téléphonie mobile.
- 22 mai : la chancelière allemande Angela Merkel arrive à Pékin (Beijing) pour une visite officielle de 3 jours en Chine.
- 28 mai : à la suite du séisme de Java, la Chine promet une aide financière de 2 millions de dollars (1,6 million d'euros) pour les victimes.
- 30 mai : des experts prédisent un fleuve mort et des problèmes d'eau potable à Shanghai si le Yangzi Jiang (Yangtsé) devait rester aussi pollué.
- 31 mai : la Fête des bateaux-dragons a donné lieu aux traditionnelles courses de bateaux dragons et la consommation de zòngzi.

### Juin
- 1er juin : selon une annonce du ministre chinois de la Culture Sun Jiazheng, le gouvernement chinois a décidé la création de la « Journée du Patrimoine culturel » qui sera célébrée chaque année le 2e samedi de juin.
- 6 juin : le barrage des Trois-Gorges a commencé à contrôler lui-même les eaux du Yangzi Jiang, avec deux ans d'avance sur le calendrier, après l'explosion de la dernière paroi temporaire qui le protégeait.
- 7 juin : Football - La France bat la Chine 3-1 à Saint-Étienne lors du dernier match de préparation pour l'équipe de France avant le début de la coupe du monde 2006.
- 12 juin : limogeage pour corruption de Liu Zhihua, responsable des travaux à Pékin pour les Jeux olympiques d'été de 2008. Ceci constitue l'un des plus importants scandales pour corruption depuis le renversement du maire Chen Xitong au milieu des années 1990.
- 15 juin : la Chine annonce son 19e cas humain de grippe aviaire, un chauffeur routier de 31 ans de la ville de Shenzhen, aux portes de Hong Kong.
- 16 juin : ouverture du plus long tunnel routier d'Asie entre Taipei et Ilan, le tunnel de Hsuehshan. Ce tunnel de 12,90 km est aussi le 4e plus long au monde.
- 25 juin : d'après un rapport de Merrill Lynch et Capgemini sur la richesse, le nombre de millionnaires (en $US) en Chine (Hong Kong inclus) est désormais de 320 000 (+6,8 % par rapport à 2004).
- 27 juin : la compagnie aérienne China Eastern Airlines a annoncé la commande de 30 Airbus A320.
- 28 juin : un coup de grisou dans une mine de Fuxin (province du Liaoning) fait au moins 21 morts  et 36 blessés.

### Juillet
- 1er juillet : le président Hu Jintao a inauguré le plus haut chemin de fer du monde. La ligne reliant Golmud (province du Qinghai) à Lhassa (Tibet) fait 1 142 km de long et culmine à une altitude de plus de 5 000 m.
- 5 juillet : la Corée du Nord a tiré 6 missiles (dont un capable d'atteindre les États-Unis) pour des tirs d'essais. La Chine, son allié communiste, est dans une position diplomatique inconfortable.
- 6 juillet : la Chine et l'Inde ont rouvert symboliquement la route de la soie au col de Nathu La, situé entre le Tibet et l'état indien du Sikkim.
- 7 juillet : la compagnie aérienne China Southern Airlines a annoncé la commande de 50 Airbus A320.
- 12 juillet : la réserve de pandas géants de Wolong dans la province du Sichuan a été inscrite à la liste du patrimoine mondial de l'UNESCO.
- 17 juillet : week-end meurtrier avec au moins 64 morts dans 3 accidents miniers (notamment dans une mine illégale du Shanxi) et presque 200 morts dus à la tempête tropicale Bilis (principalement dans le Hunan, le Fujian et le Guangdong).
- 25 juillet : mort d'une hémorragie cérébrale de Xiao Guopeng, un journaliste chinois battu à mort par un policier, Pan Dengfeng.
- 31 juillet : journée de chaleur record à Shanghai avec 37,9 °C à l'ombre, tandis que des pluies torrentielles à Pékin ont causé l'annulation de nombreux vols ainsi que des fermetures d'autoroutes.
- 31 juillet : alors qu'une nouvelle aile de l'aéroport international de Pékin est en construction en vue des Jeux olympiques d'été de 2008, la municipalité a annoncé le projet d'un second aéroport international.

### Août
- 3 août : le constructeur chinois Lenovo (3e fabricant d'ordinateurs portables au monde derrière Dell et HP) a surpris les analystes en publiant un bénéfice de 5 millions de dollars pour le premier trimestre, alors qu'ils attendaient une perte équivalente.
- 4 août : le typhon Prapiroon a frappé la province du Guangdong dans le sud de la Chine, conduisant à l'évacuation de 400 000 personnes.
- 7 août : le bilan de la tempête tropicale Prapiroon en Chine s'élève pour le moment à 77 morts.
- 8 août : la presse chinoise rapporte le succès d'un programme de repeuplement du tigre de Sibérie, une espèce menacée d'extinction, qui compte maintenant plus de 700 individus dans un parc près de Harbin, dans le nord-est de la Chine.
- 11 août : malgré l'évacuation de plus d'un million et demi de personnes dans le sud-est de la Chine, le typhon Saomai a déjà fait une centaine de morts. Entré dans le pays par la côte à Mazhan dans la province de Zhejiang, il aurait fait 81 morts à Wenzhou. Il s'agit du plus violent typhon frappant le pays depuis un demi-siècle.
- 15 août : le premier ministre japonais Jun'ichirō Koizumi a de nouveau visité le très controversé Sanctuaire de Yasukuni, élevé à la mémoire de soldats parmi lesquels 14 criminels de guerre de classe A condamnés lors du procès de Tokyo, s'attirant ainsi les foudres diplomatiques de la Corée du Sud et de la Chine.
- 16 août : le bilan du typhon Saomai est de 441 victimes en Chine.
- 17 août : le sud-ouest de la Chine fait face à la pire sécheresse depuis 50 ans, notamment dans les provinces du Chongqing et du Sichuan. Le Yangzi Jiang a atteint son niveau le plus bas depuis un siècle.
- 21 août : le dalaï-lama doit arriver aujourd'hui à Oulan-Bator en Mongolie, pour se rendre notamment à Gandantegchinlen, le plus grand monastère du pays. La Chine a protesté contre cette visite, accusant le chef religieux de militantisme pour l'autonomie du Tibet.
- 24 août : la Chine a invité le numéro un nord-coréen Kim Jong-il à Pékin, pour tenter de résoudre les problèmes diplomatiques engendrés par les tirs de missiles du 5 juillet.
- 27 août : la pollution cause de plus en plus de problèmes en Chine : un tiers du territoire serait concerné par les pluies acides menaçant le sol et les cultures, tandis qu'on a fermé un réservoir d'eau affecté par une pollution chimique à Hancheng (dans le Shaanxi), privant d'eau 100 000 personnes.

### Septembre
- 5 septembre : Greenpeace a dénoncé la vente de nouilles à base de riz génétiquement modifié provenant de Chine en France, en Grande-Bretagne et en Allemagne. Ce commerce est en principe interdit dans tous les pays de l'Union européenne.
- 8 septembre : Wen Jiabao a demandé à l'Union européenne (dont la Chine est le second plus important partenaire commercial) le statut d'économie de marché. Cette mesure permettrait la levée des quotas imposés sur les importations chinoises, notamment sur le textile.
- 12 septembre : l'agence de presse officielle Xinhua rapporte que le suicide est la première cause de décès chez les chinois de 15 à 34 ans.
- 18 septembre : la Chine a annoncé sa décision de renforcer sa participation à la force internationale de maintien de la paix au Liban, pour atteindre le total d'un millier de soldats.
- 21 septembre : à la suite du remplacement annoncé de Jun'ichirō Koizumi à la tête du gouvernement japonais par Shinzō Abe, la Chine déclare vouloir travailler à l'amélioration des rapports diplomatiques entre les deux pays.
- 25 septembre : Chen Liangyu, numéro un du parti communiste de Shanghai, a été limogé à la suite d'un scandale de corruption.
- 28 septembre : à Shanghai, la lutte anticorruption dans le scandale du fonds de pension se poursuit avec la mise en cause du secrétaire général adjoint du comité municipal Sun Luyi. Le chef de la police Wu Zhiming pourrait également être inquiété.
- 29 septembre : deux modèles de voitures chinoises seront présentés cette année au Mondial de l'automobile de Paris en vue de leur commercialisation en France.

### Octobre
- 2 octobre : le barrage des Trois-Gorges va nécessiter le déplacement de 300 000 personnes supplémentaires, portant le nombre de personnes contraintes à déménager à environ 1,4 million.
- 4 octobre : l'Union européenne a décidé de taxer l'importation de chaussures en provenance de la Chine et du Viêt Nam, respectivement à hauteur de 16,5 % et de 10 %.
- 6 octobre : le nouveau premier ministre japonais Shinzō Abe effectue une visite diplomatique en Chine, afin de renouer des liens qui s'étaient tendus sous le gouvernement de Jun'ichirō Koizumi.
- 8 octobre : la Chine et le Japon ont exprimé ensemble leur inquiétude à propos de la situation nord-coréenne, notamment sur la question des essais nucléaires.
- 11 octobre : c'est pour la première fois une femme, Cheung Yan (49 ans, fondatrice et présidente de la société Nine Dragons Paper), qui est la plus grande fortune de Chine d'après le magazine Forbes.
- 12 octobre : fin de l'enquête sur la vente de frégates à Taïwan. Le dossier se dirige donc vers un non-lieu.
- 15 octobre : à Pékin, les expulsions se multiplient pour les préparations des Jeux olympiques d'été de 2008 et provoquent des manifestations.
- 16 octobre : la Chine est en train de mettre en place une barrière de béton et de barbelé sur plusieurs secteurs de sa frontière avec la Corée du Nord.
- 18 octobre : le président français Jacques Chirac a prévu d'effectuer une visite en Chine du 24 au 28 octobre, sur l'invitation de son homologue chinois Hu Jintao.
- 24 octobre : Jacques Chirac a entamé sa visite d'état de quatre jours en Chine, avec pour objectif de consolider les rapports entre les deux pays sur les plans politique et économique.
- 24 octobre : une fusée chinoise Longue marche, lancée du centre de Taiyuan dans le Shanxi, a mis en orbite deux satellites Shijian-6.
- 27 octobre : la Chine commande 150 Airbus A320, tandis que le constructeur planifie l'installation de sa première chaîne d'assemblage hors d'Europe dans le port de Tianjin, près de Pékin.
- 28 octobre : Jacques Chirac quitte la Chine avec un bilan positif sur le plan politique comme économique.
- 28 octobre : l'université Sun Yat-sen de Zhuhai dans le Guangdong a autorisé officiellement pour la première fois en Chine une association d'étudiants homosexuels.
- 29 octobre : une fusée chinoise Longue marche, lancée du centre de Xichang dans le Sichuan, a mis en orbite le satellite de télédiffusion SinoSat-2. Il s'agit du 51e lancement spatial chinois réussi.
- 30 octobre : une nouvelle souche de la grippe aviaire appelée H5N1 de type Fujian (nom d'une province chinoise) a gagné plusieurs provinces de Chine, Hong Kong, le Laos, la Malaisie et la Thaïlande.
- 31 octobre : la Chine a annoncé son intention de mesurer précisément la longueur de la Grande Muraille de Chine, en utilisant des photos satellites et aériennes et d'autres moyens techniques actuels.

### Novembre
- 2 novembre : la 11e Conférence internationale sur les lacs à Nanchang (capitale du Jiangxi) a mis en avant la disparition de 1000 lacs en Chine ces 50 dernières années.
- 5 novembre : le sommet « ChinAfrique » s'est achevé avec des accords commerciaux totalisant 1,9 milliard de dollars. Le président Hu Jintao a également annoncé des multiples aides au bénéfice du continent africain.
- 7 novembre : si l'exode rural se maintient, la moitié de la population chinoise sera citadine d'ici 2010, selon les estimations des autorités du pays.
- 8 novembre : l'excédent commercial de la Chine a atteint le montant record de 23,83 milliards de dollars en octobre.
- 16 novembre : la pollution atmosphérique et le tabagisme entrainent une recrudescence des maladies pulmonaires chroniques chez les jeunes Chinois.
- 17 novembre : pour faire face à la demande croissante en énergie et aux dangers environnementaux, la Chine lance d'ambitieux projets hydroélectriques et nucléaires.
- 20 novembre : Hu Jintao effectue à partir d'aujourd'hui une visite en Inde destinée à renforcer les relations diplomatiques et économiques entre les deux pays.
- 20 novembre : les responsables du transport de la ville de Pékin prévoient la construction du plus grand réseau de métro du monde pour faire face à l'augmentation du nombre de voitures qui pourrait paralyser la capitale.
- 22 novembre : le nombre de personnes atteintes du Sida en Chine aurait progressé de 30 % cette année, portant le total à 183 733 séropositifs, d'après le ministère chinois de la Santé.
- 23 novembre : à Bombay en Inde, un militant tibétain s'est immolé par le feu devant l'hôtel où séjournait Hu Jintao en visite dans ce pays.
- 24 novembre : le président chinois Hu Jintao s'est rendu au Pakistan pour signer un accord de libre-échange visant à tripler leur commerce bilatéral en 5 ans.
- 24 novembre : un journaliste hongkongais de 56 ans condamné à 5 ans de prison pour espionnage au profit de Taïwan.
- 26 novembre : encore au moins 53 morts dans des accidents miniers ce week-end. Une première explosion a eu lieu à Jixi, dans le Heilongjiang et une seconde à Fuyuan, dans le Yunnan.
- 30 novembre : ordination à Xuzhou, dans l'est de la Chine, de l'évêque Wang Renlei, désigné par l'Église officielle sans l'approbation du Vatican. C'est la quatrième ordination « illégitime » depuis le début de l'année en Chine.

### Décembre
- 1er décembre : un décret du premier ministre Wen Jiabao visant à conférer de plus grandes libertés aux journalistes étrangers pendant les Jeux olympiques d'été de 2008 est rendu public.
- 4 décembre : Wu Youfu professeur à l'université des langues étrangères de Shanghai publie un rapport remettant en cause le dragon — considéré comme un symbole national en Chine depuis plusieurs millénaires — comme symbole national, car cet animal mythique est perçu comme « un emblème d'hégémonie et d'offensive » dans la culture occidentale.
- 4 décembre : l'OCDE (Organisation pour la coopération et le développement économiques) prévoit que la Chine devrait passer au 2e rang des pays investissant dans la recherche et le développement d'ici la fin de l'année, prenant la place du Japon.
- 4 décembre : le directeur de l'Agence internationale de l'énergie atomique (AIEA), Mohamed El Baradei, en provenance de Tokyo, commence une visite de quatre jours à Pékin consacrée notamment à la crise nord-coréenne.
- 6 décembre : Mao Rubai, président du Comité de l'Environnement et des  Ressources à l'Assemblée nationale populaire (APN, parlement  chinois), annonce que la Chine envisage de prélever un impôt environnemental pour combattre l'énorme pollution qui pénalise la croissance économique durable.
- 8 décembre : une étude américaine classe la Chine au premier rang des pays comptant le plus de journalistes en prison, avec un nombre de 31 journalistes incarcérés.
- 8 décembre : lors d'une rencontre avec les délégués de l'Académie des Sciences militaires de Chine, le président chinois Hu Jintao, également président de la Commission militaire centrale de Chine, appelle l'armée à poursuivre ses efforts en matière de recherche scientifique et technologique afin de contribuer activement à la modernisation militaire chinoise, car « le développement de la capacité de défense nationale est une mission difficile face à une situation internationale compliquée et changeante. »
- 10 décembre : à la suite du typhon Utor (en), qui vient de frapper les Philippines, provoquant des dégâts considérables, le Premier ministre chinois  Wen Jiabao reporte sa visite officielle dans l'archipel initialement prévue les 13 et 14 décembre.
- 11 décembre : le secrétaire d'état américain au Trésor Henry Paulson doit se rendre en Chine pour discuter de la valeur du yuan et de l'excédent commercial de l'empire du milieu, qui contribuerait à hauteur de 41 % au déficit commercial total des États-Unis.
- 22 décembre : le groupe français Alstom a enregistré une commande de 1 500 locomotives de fret destinées au ministère chinois des chemins de fer, pour une somme de 3,6 milliards d'euros.
- 22 décembre : les pourparlers à Six — Chine, le Japon, la république populaire démocratique de Corée (RPDC), la république de Corée (RDC), la Russie et les États-Unis — sur le dossier nucléaire de la péninsule de Corée sont suspendus au bout de 5 jours de négociations à Pékin, alors que les six délégations ont trouvé un accord sur l'application par étape dès que possible de la déclaration conjointe du 19 septembre 2005.
- 26 décembre : de violents tremblements de terre ont été enregistrés à Taïwan. Des dégâts limités mais des coupures de communications ont été constatées. Elles seraient dues à des dommages sur des câbles de transmission de données sous-marin au large de l'île.